# آلاسکا میلک
آلاسکا میلک (انگلیسی: Alaska Milk) شرکت صنایع غذایی فیلیپینی است، که در سال ۲۰۱۲ تأسیس شد.